# UEFA Nations League 2020-2021 - Lega A
Questa voce raccoglie un approfondimento sulle gare della Lega A dell'UEFA Nations League 2020-2021. La fase a gironi della Lega A si è disputata tra il 3 settembre e il 18 novembre 2020, mentre la fase finale tra le quattro vincitrici dei gruppi si è disputata tra il 6 e 10 ottobre 2021. Il Portogallo era la squadra campione in carica, ma non è riuscito a qualificarsi per la fase finale dopo aver concluso il proprio gruppo al secondo posto. La Francia ha battuto in finale la Spagna per 2-1, conquistando il primo titolo nella manifestazione.

## Formato
A seguito del cambio di formula del torneo a partire da questa edizione, la Lega A è stata allargata da 12 a 16 squadre. Alla Lega partecipano le squadre classificate dal primo al sedicesimo posto nella classifica finale della UEFA Nations League 2018-2019, divise in quattro gruppi da quattro squadre ciascuno. Ogni squadra gioca sei incontri tra i mesi di settembre, ottobre e novembre (fase a gironi). Le squadre vincitrici di ogni raggruppamento partecipano alla fase finale, mentre le ultime quattro classificate di ogni gruppo vengono retrocesse nella Lega B della UEFA Nations League 2022-2023.
La fase finale è composta dalle semifinali, dall'incontro per il terzo posto e dalla finale. Gli accoppiamenti per le semifinali, insieme alla scelta della squadra di casa per la finale del terzo posto e per la finale sono stati determinati da un sorteggio aperto. L'Italia, nazione ospitante della fase finale, è stata scelta tra le quattro squadre qualificate alla fase finale dal Comitato Esecutivo UEFA. La fase finale era inizialmente in programma tra il 2 e 6 giugno 2021, ma successivamente spostata nel mese di ottobre a seguito della posticipazione del campionato europeo di calcio 2020 di un anno a causa della pandemia di COVID-19.
Le quattro squadre vincitrici dei gruppi sono state sorteggiate in un gruppo composto da cinque squadre per le qualificazioni UEFA al campionato mondiale di calcio 2022, in modo da non sovrapporre gli incontri durante la fase finale.

## Squadre partecipanti
Le squadre sono state assegnate alla Lega A in base alla lista d'accesso della UEFA Nations League 2020-2021, la quale si basa sulla classifica finale dell'edizione precedente: alle 8 squadre rimaste direttamente nella Lega A viene attribuito il numero di accesso corrispondente alla posizione nella classifica finale dell'edizione passata, alle 4 promosse dalla Lega B vengono attribuiti i numeri 9-12 e alle 4 ripescate a seguito del cambio di format vengono attribuiti i numeri 13-16. Le urne per il sorteggio, composte da quattro squadre ciascuna, sono state annunciate il 4 dicembre 2019.
| Squadra                | Rank |
| ---------------------- | ---- |
| Portogallo (detentori) | 1    |
| Paesi Bassi            | 2    |
| Inghilterra            | 3    |
| Svizzera               | 4    |

| Squadra | Rank |
| ------- | ---- |
| Belgio  | 5    |
| Francia | 6    |
| Spagna  | 7    |
| Italia  | 8    |

| Squadra              | Rank |
| -------------------- | ---- |
| Bosnia ed Erzegovina | 9    |
| Ucraina              | 10   |
| Danimarca            | 11   |
| Svezia               | 12   |

| Squadra  | Rank |
| -------- | ---- |
| Croazia  | 13   |
| Polonia  | 14   |
| Germania | 15   |
| Islanda  | 16   |

Il sorteggio per la fase a gironi si è svolto il 3 marzo 2020 alle ore 18:00 CET ad Amsterdam, nei Paesi Bassi. Il programma della fase a gironi è stato confermato dalla UEFA dopo il sorteggio. Il 17 giugno 2020 il Comitato Esecutivo UEFA modifica il programma della fase a gironi in modo da completare le qualificazioni al campionato europeo di calcio 2020. Il nuovo programma per gli incontri della fase a gironi nei mesi di ottobre e novembre è stato annunciato il 26 giugno 2020.

## Gruppo 1

### Classifica
| Pos | Squadra              | Pt | G | V | N | P | GF | GS | DG |
| --- | -------------------- | -- | - | - | - | - | -- | -- | -- |
| 1.  | Italia               | 12 | 6 | 3 | 3 | 0 | 7  | 2  | +5 |
| 2.  | Paesi Bassi          | 11 | 6 | 3 | 2 | 1 | 7  | 4  | +3 |
| 3.  | Polonia              | 7  | 6 | 2 | 1 | 3 | 6  | 6  | 0  |
| 4.  | Bosnia ed Erzegovina | 2  | 6 | 0 | 2 | 4 | 3  | 11 | -8 |

### Risultati
| Arbitro: | Anastasios Sidīropoulos |

|           |           |           |
| Sensi 67’ | Marcatori | 57’ Džeko |

| Arbitro: | Georgi Kabakov |

|              |           |  |
| Bergwijn 61’ | Marcatori |  |

| Arbitro: | Cüneyt Çakır |

|                         |           |                       |
| Hajradinović 24’ (rig.) | Marcatori | 45’ Glik 67’ Grosicki |

| Arbitro: | Felix Brych |

|  |           |               |
|  | Marcatori | 45+1’ Barella |

| Zenica 11 ottobre 2020, ore 18:00 UTC+2 | Bosnia ed Erzegovina | 0 – 0 referto | Paesi Bassi | Stadion Bilino Polje (1 600 spett.)\| Arbitro: \| István Kovács \| |
| Arbitro:                                | István Kovács        |               |             |                                                                    |

| Danzica 11 ottobre 2020, ore 20:45 UTC+2 | Polonia                     | 0 – 0 referto | Italia | Stadio Energa Gdańsk (9 200 spett.)\| Arbitro: \| José María Sánchez Martínez \| |
| Arbitro:                                 | José María Sánchez Martínez |               |        |                                                                                  |

| Arbitro: | Anthony Taylor |

|                |           |                 |
| Pellegrini 16’ | Marcatori | 25’ van de Beek |

| Arbitro: | Craig Pawson |

|                                    |           |  |
| Lewandowski 40’, 52’ Linetty 45+1’ | Marcatori |  |

| Arbitro: | François Letexier |

|                             |           |              |
| Wijnaldum 6’, 14’ Depay 55’ | Marcatori | 63’ Prevljak |

| Arbitro: | Clément Turpin |

|                                 |           |  |
| Jorginho 27’ (rig.) Berardi 84’ | Marcatori |  |

| Arbitro: | Artur Soares Dias |

|  |           |                         |
|  | Marcatori | 22’ Belotti 68’ Berardi |

| Arbitro: | Orel Grinfeld |

|            |           |                                |
| Jóźwiak 6’ | Marcatori | 77’ (rig.) Depay 84’ Wijnaldum |

## Gruppo 2

### Classifica
| Pos | Squadra     | Pt | G | V | N | P | GF | GS | DG  |
| --- | ----------- | -- | - | - | - | - | -- | -- | --- |
| 1.  | Belgio      | 15 | 6 | 5 | 0 | 1 | 16 | 6  | +10 |
| 2.  | Danimarca   | 10 | 6 | 3 | 1 | 2 | 8  | 7  | +1  |
| 3.  | Inghilterra | 10 | 6 | 3 | 1 | 2 | 7  | 4  | +3  |
| 4.  | Islanda     | 0  | 6 | 0 | 0 | 6 | 3  | 17 | -14 |

### Risultati
| Arbitro: | Srđan Jovanović |

|  |           |                       |
|  | Marcatori | 90+1’ (rig.) Sterling |

| Arbitro: | Sandro Schärer |

|  |           |                        |
|  | Marcatori | 9’ Denayer 76’ Mertens |

| Arbitro: | Paweł Raczkowski |

|                                                    |           |                    |
| Witsel 13’ Batshuayi 17’, 69’ Mertens 50’ Doku 80’ | Marcatori | 11’ H. Fridjonsson |

| Copenaghen 8 settembre 2020, ore 20:45 UTC+2 | Danimarca     | 0 – 0 referto | Inghilterra | Stadio Parken (0 spett.)\| Arbitro: \| István Kovács \| |
| Arbitro:                                     | István Kovács |               |             |                                                         |

| Arbitro: | Tobias Stieler |

|                 |           |                                 |
| 16’ (rig.) Kane | Marcatori | Lukaku 39’ (rig.) De Bruyne 65’ |

| Arbitro: | Bojan Pandžić |

|  |           |                                              |
|  | Marcatori | 45’ (aut.) Sigurjonsson 46’ Eriksen 61’ Skov |

| Arbitro: | Jesús Gil Manzano |

|  |           |                    |
|  | Marcatori | 35’ (rig.) Eriksen |

| Arbitro: | Vitali Meshkov |

|               |           |                       |
| Sævarsson 17’ | Marcatori | 9’, 38’ (rig.) Lukaku |

| Arbitro: | Danny Makkelie |

|                           |           |  |
| Tielemans 10’ Mertens 24’ | Marcatori |  |

| Arbitro: | Halil Umut Meler |

|                                  |           |                 |
| Eriksen 12’ (rig.), 90+2’ (rig.) | Marcatori | 85’ Kjartansson |

| Arbitro: | Slavko Vinčić |

|                                            |           |                            |
| Tielemans 3’ Lukaku 56’, 69’ De Bruyne 87’ | Marcatori | 17’ Wind 86’ (aut.) Chadli |

| Arbitro: | Fábio Veríssimo |

|                                   |           |  |
| Rice 20’ Mount 24’ Foden 80’, 84’ | Marcatori |  |

## Gruppo 3

### Classifica
| Pos | Squadra    | Pt | G | V | N | P | GF | GS | DG |
| --- | ---------- | -- | - | - | - | - | -- | -- | -- |
| 1.  | Francia    | 16 | 6 | 5 | 1 | 0 | 12 | 5  | +7 |
| 2.  | Portogallo | 13 | 6 | 4 | 1 | 1 | 12 | 4  | +8 |
| 3.  | Croazia    | 3  | 6 | 1 | 0 | 5 | 9  | 16 | -7 |
| 4.  | Svezia     | 3  | 6 | 1 | 0 | 5 | 5  | 13 | -8 |

### Risultati
| Arbitro: | Davide Massa |

|                                               |           |                |
| Cancelo 41’ Jota 58’ Félix 70’ A. Silva 90+5’ | Marcatori | 90+1’ Petković |

| Arbitro: | Szymon Marciniak |

|  |           |            |
|  | Marcatori | 41’ Mbappé |

| Arbitro: | Ovidiu Hațegan |

|                                                                      |           |                        |
| Griezmann 43’ Livaković 45+1’ (aut.) Upamecano 65’ Giroud 77’ (rig.) | Marcatori | 17’ Lovren 55’ Brekalo |

| Arbitro: | Danny Makkelie |

|  |           |                    |
|  | Marcatori | 45+1’, 72’ Ronaldo |

| Arbitro: | John Beaton |

|                         |           |          |
| Vlašić 32’ Kramarić 84’ | Marcatori | 66’ Berg |

| Saint-Denis 11 ottobre 2020, ore 20:45 UTC+2 | Francia                 | 0 – 0 referto | Portogallo | Stade de France (1 000 spett.)\| Arbitro: \| Carlos del Cerro Grande \| |
| Arbitro:                                     | Carlos del Cerro Grande |               |            |                                                                         |

| Arbitro: | Björn Kuipers |

|            |           |                         |
| Vlašić 64’ | Marcatori | 8’ Griezmann 79’ Mbappé |

| Arbitro: | Srdjan Jovanović |

|                            |           |  |
| B. Silva 21’ Jota 44’, 72’ | Marcatori |  |

| Arbitro: | Tobias Stieler |

|  |           |           |
|  | Marcatori | 54’ Kanté |

| Arbitro: | Daniel Siebert |

|                                |           |                      |
| Kulusevski 36’ Danielson 45+2’ | Marcatori | 82’ (aut.) Danielson |

| Arbitro: | Michael Oliver |

|                  |           |                         |
| Kovačić 29’, 65’ | Marcatori | 52’, 90’ Dias 60’ Félix |

| Arbitro: | Aljaksej Kul'bakoŭ |

|                                        |           |                         |
| Giroud 16’, 59’ Pavard 36’ Coman 90+5’ | Marcatori | 4’ Claesson 88’ Quaison |

## Gruppo 4

### Classifica
| Pos | Squadra  | Pt | G | V | N | P | GF | GS | DG  |
| --- | -------- | -- | - | - | - | - | -- | -- | --- |
| 1.  | Spagna   | 11 | 6 | 3 | 2 | 1 | 13 | 3  | +10 |
| 2.  | Germania | 9  | 6 | 2 | 3 | 1 | 10 | 13 | -3  |
| 3.  | Svizzera | 6  | 6 | 1 | 3 | 2 | 9  | 8  | +1  |
| 4.  | Ucraina  | 6  | 6 | 2 | 0 | 4 | 5  | 13 | -8  |

### Risultati
| Arbitro: | Daniele Orsato |

|            |           |            |
| Werner 51’ | Marcatori | 90+6’ Gayà |

| Arbitro: | Andreas Ekberg |

|                             |           |               |
| Yarmolenko 14’ Zinčenko 68’ | Marcatori | 41’ Seferović |

| Arbitro: | Benoît Bastien |

|                                          |           |  |
| Ramos 3’ (rig.), 29’ Fati 32’ Torres 84’ | Marcatori |  |

| Arbitro: | Michael Oliver |

|            |           |              |
| Widmer 58’ | Marcatori | 14’ Gündoğan |

| Arbitro: | Ali Palabıyık |

|               |           |  |
| Oyarzabal 14’ | Marcatori |  |

| Arbitro: | Orel Grinfeld |

|                         |           |                         |
| Malinovs'kyj 77’ (rig.) | Marcatori | 20’ Ginter 49’ Goretzka |

| Arbitro: | Ruddy Buquet |

|                                   |           |                                |
| Werner 28’ Havertz 55’ Gnabry 60’ | Marcatori | 5’, 57’ Gavranović 26’ Freuler |

| Arbitro: | Paweł Gil |

|              |           |  |
| Cyhankov 76’ | Marcatori |  |

| Arbitro: | Ovidiu Haţegan |

|                          |           |              |
| Sané 23’ Werner 33’, 64’ | Marcatori | 12’ Jaremčuk |

| Arbitro: | William Collum |

|             |           |            |
| Freuler 26’ | Marcatori | 89’ Moreno |

| Arbitro: | Andreas Ekberg |

|                                                         |           |  |
| Morata 17’ Torres 33’, 55’, 71’ Rodri 38’ Oyarzabal 89’ | Marcatori |  |

| Lucerna 17 novembre 2020, ore 20:45 UTC+1 | Svizzera                | 3 – 0 (tav.) referto | Ucraina | Swissporarena\| Arbitro: \| Anastasios Sidīropoulos \| |
| Arbitro:                                  | Anastasios Sidīropoulos |                      |         |                                                        |

## Fase finale
La fase finale è stata ospitata dall'Italia, in quanto vincitrice del gruppo 1. Gli accoppiamenti per le semifinali, insieme alla scelta della squadra di casa per la finale del terzo posto e per la finale sono stati determinati da un sorteggio aperto svoltosi il 3 dicembre 2020 alle ore 13:30 CET a Nyon, in Svizzera. Per scopi amministrativi, la squadra ospitante della fase finale, l'Italia, è stata assegnata per la prima semifinale.

### Tabellone
|  | Semifinali | Semifinali | Semifinali |         |        | Finale 1º/2º posto | Finale 1º/2º posto | Finale 1º/2º posto |  |
|  |            |            |            |         |        |                    |                    |                    |  |
|  | A1         | Italia     | 1          |         |        |                    |                    |                    |  |
|  | A1         | Italia     | 1          |         |        |                    |                    |                    |  |
|  | A4         | Spagna     | 2          |         |        |                    |                    |                    |  |
|  | A4         | Spagna     | 2          |         | Spagna | Spagna             | 1                  |                    |  |
|  |            |            |            |         | Spagna | Spagna             | 1                  |                    |  |
|  |            |            | Francia    | Francia | 2      |                    |                    |                    |  |
|  | A2         | Belgio     | Francia    | Francia | 2      | 2                  |                    |                    |  |
|  | A2         | Belgio     |            |         |        | 2                  |                    |                    |  |
|  | A3         | Francia    | 3          |         |        | Finale 3º/4º posto | Finale 3º/4º posto | Finale 3º/4º posto |  |
|  | A3         | Francia    | 3          |         |        |                    |                    |                    |  |
|  |            |            |            |         |        |                    |                    |                    |  |
|  |            |            |            |         |        | Italia             | Italia             | 2                  |  |
|  |            |            |            |         |        | Italia             | Italia             | 2                  |  |
|  |            |            |            |         |        | Belgio             | Belgio             | 1                  |  |

### Semifinali
| Arbitro: | Sergej Karasëv |

|                |           |                   |
| Pellegrini 83’ | Marcatori | 17’, 45+2’ Torres |

| Arbitro: | Daniel Siebert |

|                         |           |                                             |
| Carrasco 37’ Lukaku 40’ | Marcatori | 62’ Benzema 69’ (rig.) Mbappé 90’ Hernández |

### Finale 3º posto
| Arbitro: | Srđan Jovanović |

|                                |           |                  |
| Barella 46’ Berardi 65’ (rig.) | Marcatori | 86’ De Ketelaere |

### Finale
| Arbitro: | Anthony Taylor |

|               |           |                        |
| Oyarzabal 64’ | Marcatori | 66’ Benzema 80’ Mbappé |

## Statistiche

### Classifica marcatori
6 reti
- Romelu Lukaku (2 rigori)

- Ferrán Torres

4 reti
- Christian Eriksen (3 rigori)

- Kylian Mbappé (1 rigore)

- Timo Werner

3 reti
- Dries Mertens
- Olivier Giroud (1 rigore)

- Domenico Berardi (1 rigore)
- Georginio Wijnaldum

- Diogo Jota
- Mikel Oyarzabal

2 reti
- Michy Batshuayi
- Youri Tielemans
- Mateo Kovačić
- Nikola Vlašić
- Phil Foden
- Mason Mount

- Karim Benzema
- Antoine Griezmann
- Nicolò Barella
- Lorenzo Pellegrini
- Memphis Depay
- Robert Lewandowski

- Rúben Dias
- João Félix
- Cristiano Ronaldo
- Sergio Ramos (1 rigore)
- Remo Freuler
- Mario Gavranović

1 rete
- Yannick Carrasco
- Kevin De Bruyne
- Charles De Ketelaere
- Jason Denayer
- Jérémy Doku
- Axel Witsel
- Edin Džeko
- Haris Hajradinović (1 rigore)
- Smail Prevljak
- Josip Brekalo
- Andrej Kramarić
- Dejan Lovren
- Bruno Petković
- Robert Skov
- Jonas Wind
- Marcus Rashford
- Declan Rice
- Raheem Sterling (1 rigore)
- Kingsley Coman
- Theo Hernández
- N'Golo Kanté

- Benjamin Pavard
- Dayot Upamecano
- Matthias Ginter
- Serge Gnabry
- Leon Goretzka
- İlkay Gündoğan
- Kai Havertz
- Leroy Sané
- Hólmbert Aron Friðjónsson
- Viðar Örn Kjartansson
- Birkir Sævarsson
- Andrea Belotti
- Jorginho (1 rigore)
- Stefano Sensi
- Donny van de Beek
- Steven Bergwijn
- Kamil Glik
- Kamil Grosicki
- Kamil Jóźwiak
- Karol Linetty
- João Cancelo

- André Silva
- Bernardo Silva
- Ansu Fati
- José Luis Gayà
- Gerard Moreno
- Álvaro Morata
- Rodri
- Marcus Berg
- Viktor Claesson
- Marcus Danielson
- Dejan Kulusevski
- Robin Quaison
- Haris Seferović
- Silvan Widmer
- Ruslan Malinovs'kyj (1 rigore)
- Viktor Cyhankov
- Roman Jaremčuk
- Andrij Jarmolenko
- Oleksandr Zinčenko

Autoreti
- Nacer Chadli (1, pro  Danimarca)
- Dominik Livaković (1, pro  Francia)

- Rúnar Már Sigurjónsson (1, pro  Danimarca)
- Marcus Danielson (1, pro  Croazia)